# Gerolstein
Gerolstein är en stad i Landkreis Vulkaneifel i förbundslandet Rheinland-Pfalz i Tyskland.
Staden ingår i kommunalförbundet Verbandsgemeinde Gerolstein tillsammans med ytterligare 37 kommuner.